# Fauville-en-Caux
Fauville-en-Caux és un municipi francès situat al departament del Sena Marítim i a la regió de Normandia. L'any 2007 tenia 2.126 habitants.

## Demografia

### Població
El 2007 la població de fet de Fauville-en-Caux era de 2.126 persones. Hi havia 879 famílies de les quals 292 eren unipersonals (59 homes vivint sols i 233 dones vivint soles), 272 parelles sense fills, 244 parelles amb fills i 71 famílies monoparentals amb fills.
La població ha evolucionat segons el següent gràfic:
Habitants censats

### Habitatges
El 2007 hi havia 940 habitatges, 886 eren l'habitatge principal de la família, 4 eren segones residències i 49 estaven desocupats. 729 eren cases i 208 eren apartaments. Dels 886 habitatges principals, 449 estaven ocupats pels seus propietaris, 425 estaven llogats i ocupats pels llogaters i 13 estaven cedits a títol gratuït; 39 tenien una cambra, 73 en tenien dues, 169 en tenien tres, 237 en tenien quatre i 369 en tenien cinc o més. 653 habitatges disposaven pel capbaix d'una plaça de pàrquing. A 431 habitatges hi havia un automòbil i a 293 n'hi havia dos o més.

### Piràmide de població
La piràmide de població per edats i sexe el 2009 era:
| Homes | Edats   | Dones |
| ----- | ------- | ----- |
| 8     | 95 o +  | 4     |
| 4     | 90 a 94 | 28    |
| 20    | 85 a 89 | 60    |
| 12    | 80 a 84 | 56    |
| 36    | 75 a 79 | 40    |
| 44    | 70 a 74 | 92    |
| 44    | 65 a 69 | 40    |
| 40    | 60 a 64 | 72    |
| 24    | 55 a 59 | 28    |
| 72    | 50 a 54 | 68    |
| 84    | 45 a 49 | 56    |
| 64    | 40 a 44 | 80    |
| 72    | 35 a 39 | 72    |
| 56    | 30 a 34 | 48    |
| 52    | 25 a 29 | 32    |
| 32    | 20 a 24 | 56    |
| 60    | 15 a 19 | 56    |
| 56    | 10 a 14 | 52    |
| 60    | 5 a 9   | 60    |
| 48    | 0 a 4   | 20    |

## Economia
El 2007 la població en edat de treballar era de 1.242 persones, 895 eren actives i 347 eren inactives. De les 895 persones actives 811 estaven ocupades (452 homes i 359 dones) i 84 estaven aturades (35 homes i 49 dones). De les 347 persones inactives 142 estaven jubilades, 93 estaven estudiant i 112 estaven classificades com a «altres inactius».

### Ingressos
El 2009 a Fauville-en-Caux hi havia 919 unitats fiscals que integraven 2.076,5 persones, la mediana anual d'ingressos fiscals per persona era de 17.416 €.

### Activitats econòmiques
Dels 139 establiments que hi havia el 2007, 1 era d'una empresa extractiva, 5 d'empreses alimentàries, 1 d'una empresa de fabricació de material elèctric, 5 d'empreses de fabricació d'altres productes industrials, 13 d'empreses de construcció, 38 d'empreses de comerç i reparació d'automòbils, 2 d'empreses de transport, 7 d'empreses d'hostatgeria i restauració, 1 d'una empresa d'informació i comunicació, 11 d'empreses financeres, 6 d'empreses immobiliàries, 12 d'empreses de serveis, 26 d'entitats de l'administració pública i 11 d'empreses classificades com a «altres activitats de serveis».
Dels 40 establiments de servei als particulars que hi havia el 2009, 1 era una oficina d'administració d'Hisenda pública, 1 gendarmeria, 1 oficina de correu, 5 oficines bancàries, 1 funerària, 1 taller d'inspecció tècnica de vehicles, 1 autoescola, 1 paleta, 3 guixaires pintors, 2 fusteries, 1 lampisteria, 4 electricistes, 1 empresa de construcció, 6 perruqueries, 4 veterinaris, 3 restaurants, 2 agències immobiliàries, 1 tintoreria i 1 saló de bellesa.
Dels 22 establiments comercials que hi havia el 2009, 2 eren supermercats, 3 fleques, 4 carnisseries, 2 llibreries, 2 botigues de roba, 1 una botiga de roba, 1 una botiga d'equipament de la llar, 1 una sabateria, 1 una botiga d'electrodomèstics, 1 una botiga de material de revestiment de parets i terra, 2 perfumeries i 2 floristeries.
L'any 2000 a Fauville-en-Caux hi havia 10 explotacions agrícoles que ocupaven un total de 232 hectàrees.

## Equipaments sanitaris i escolars
El 2009 hi havia 2 farmàcies i 1 ambulància.
El 2009 hi havia 1 escola maternal i 2 escoles elementals. Fauville-en-Caux disposava d'un col·legi d'educació secundària amb 404 alumnes.

## Poblacions més properes
El següent diagrama mostra les poblacions més properes.